# Прапор Меденич
Пра́пор Меденич — офіційний символ селища Меденичі Дрогобицького району Львівської області. Затверджений 7 червня 2004 року сесією Меденицької селищної ради. 
Автор проекту — А. Гречило.

## Опис
Квадратне синє полотнище, на якому зображено 9 жовтих бджіл — по три у три ряди.

## Зміст
Основою для сучасних символів став сюжет з печатки громади з кінця ХVІІІ ст. Вулики і бджоли вказують на назву селища, на поширені тут давніше бджолярські промисли, а також символізують працелюбність і добробут.